# Cruz do sol

Cruz do Sol

Uma cruz do sol, cruz solar ou cruz da roda é um símbolo solar que consiste em uma cruz equilátera dentro de um círculo.
O desenho é freqüentemente encontrado no simbolismo de culturas pré-históricas, particularmente durante os períodos Neolítico à Idade do Bronze da pré-história européia. A onipresença e a aparente importância do símbolo na religião pré-histórica deram origem à sua interpretação como um símbolo solar, daí o termo inglês moderno "sun cross" (um calque do em alemão:  Sonnenkreuz). O símbolo significa aldeia em egípcio antigo (símbolo de Gardiner O49).
O mesmo símbolo está em uso como um símbolo astronômico moderno representando a Terra em vez do Sol. Na farmácia, o símbolo da cruz do sol representa vários medicamentos diversos.
Após a Segunda Guerra Mundial, variantes do símbolo passaram a ser associadas a movimentos neonazistas e de supremacia branca.

## Interpretação como símbolo solar

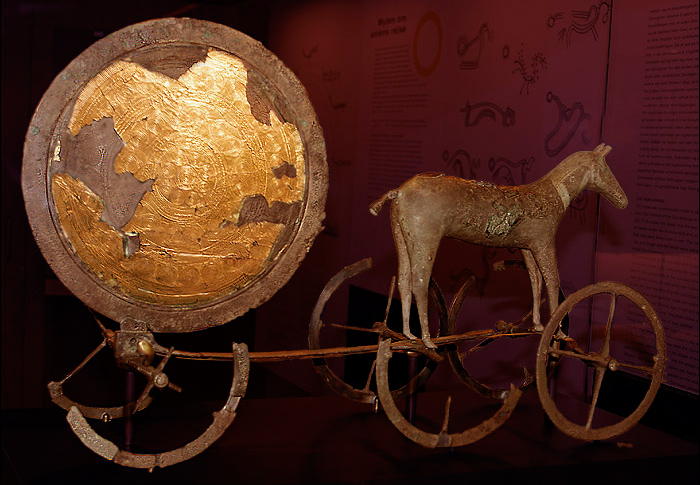
Carruagem da deusa Sól com rodas solares em forma de cruz (Carro solar de Trundholm, Idade do Bronze, Dinamarca)

A interpretação da cruz equilátera simples como um símbolo solar na religião da Idade do Bronze foi difundida na bolsa de estudos do século XIX. A cruz em um círculo foi interpretada como um símbolo solar derivado da interpretação do disco do Sol como a roda da carruagem do deus Sol. Wieseler (1881) postulou uma runa gótica hvel (não atestada). ("roda") representando a divindade solar pelo símbolo da "roda" de uma cruz em um círculo, refletida pela letra gótica hwair (𐍈).
O termo inglês "Sun-Cross", por outro lado, é relativamente recente, aparentemente emprestado do alemão Sonnenkreuz . e usado na tradução de 1955 do Livro dos Sinais de Rudolf Koch ("A Cruz do Sol ou Cruz de Wotan", p. 94).
O termo alemão Sonnenkreuz foi usado na literatura acadêmica do século XIX de qualquer símbolo de cruz interpretado como um símbolo solar, uma cruz equilátera com ou sem círculo ou uma cruz oblíqua ( Sautor). Sonnenkreuz foi usado no desenho da bandeira da União Pan-Europeia na década de 1920. Na década de 1930, uma versão do símbolo com os braços quebrados (semelhante a uma suástica curva, ilustrada abaixo) era popular como um elo entre o cristianismo e o paganismo germânico no völkisch Movimento da Fé Alemã.

## Registros arqueológicos

### Idade do Bronze
Na religião pré-histórica da Europa da Idade do Bronze, cruzes em círculos aparecem frequentemente em artefatos identificados como itens de culto, por exemplo, o "padrão em miniatura" com uma incrustação de âmbar que mostra uma forma de cruz quando mantida contra a luz, datando da Idade do Bronze Nórdica. realizada no Museu Nacional da Dinamarca, Copenhagen. O símbolo da Idade do Bronze também foi conectado com a roda da carruagem de quatro raios, que é atestada na Idade do Bronze na Escandinávia, Europa Central e Grécia (compare o ideograma Linear B 243 "roda" 𐃏). No contexto de uma cultura que celebrava a carruagem solar, pode ter tido uma conotação "solar" (compare a carruagem solar Trundholm).
- Alfinetes ornamentais, encontrados na Suíça, datam da primeira metade do 2º milênio aC; suas cabeças circulares são incisas com cruzes
- Pingentes de roda que datam da segunda metade do 2º milênio aC, encontrados em Zurique. As variantes incluem uma roda de seis raios, um círculo central vazio e um segundo círculo com doze raios em torno de um dos quatro raios.
- Um disco solar encontrado em tumbas em Alacahöyük remonta ao início da Idade do Bronze. Observe as três cruzes solares no disco solar.
- Cruz solar âmbar, Idade do Bronze Nórdica, Dinamarca. [6]

## Cultura Moderna

### Astronomia
O mesmo símbolo representa a Terra em símbolos astronômicos, enquanto o Sol é representado por um círculo com um ponto central.

### Comércio
O emblema da Atchison, Topeka and Santa Fe Railway era uma cruz em um círculo com as palavras "Santa Fe" na barra horizontal. Nesse caso, as linhas que compunham a cruz eram muito mais largas que o círculo.

### Etnografia
O Arco Sagrado, também conhecido como Roda de Medicina, é um símbolo semelhante em uso generalizado pelos nativos americanos, incluindo os índios das planícies e anteriormente pelas culturas de Hopewell. Outros povos indígenas também usam ou usaram a cruz solar em seu simbolismo e como práticas de decoração.

### Política
O Império Sassânida na Pérsia usava uma cruz solar semelhante em sua bandeira, chamada de símbolo Derafsh Kaviani.
O partido fascista norueguês Nasjonal Samling usou uma cruz dourada do sol sobre fundo vermelho como símbolo oficial de 1933 a 1945. A cruz com o círculo foi anexada a Olavo II da Noruega, padroeiro da Noruega, e as cores eram o brasão da Noruega.
A União Pan-Europeia, movimento de unificação europeia, utiliza este símbolo como elemento central da sua bandeira.
Uma cruz quadrada entrelaçada ou cercada por um círculo é um dos símbolos mais populares usados por indivíduos e organizações para representar o nacionalismo branco, a supremacia branca, o neonazismo e o orgulho branco. Em sua forma de cruz celta, é usado como logotipo do site nacionalista branco Stormfront. Isso decorre do uso de uma cruz circulada pelos nazistas noruegueses durante a Segunda Guerra Mundial.
Na Alemanha, uma cruz circulada "estilizada" foi adotada por um partido político proibido (VSBD/PdA), levando à proibição do símbolo se usado em um contexto de promoção do racismo (ver Strafgesetzbuch seção 86a). Embora houvesse dúvidas sobre a constitucionalidade da proibição, ela foi mantida em decisão do Supremo Tribunal Federal.
Na Itália, há uma proibição semelhante com base na Legge Mancino (a "Lei Mancino", do Ministro do Interior que promulgou a lei), embora existam alguns exemplos do uso da cruz circulada como um símbolo católico romano no norte da Itália.

### Ferramentas
Um glifo semelhante é usado em conjuntos de ferramentas para denotar parafusos de cabeça Phillips e chaves de fenda.

## Unicode
Não há ponto de código formal em Unicode para este símbolo, embora outros símbolos que representam o sol estejam incluídos. Símbolos concebidos para outros fins, tais como: U+1F728 🜨 ALCHEMICAL SYMBOL FOR VERDIGRIS, U+2295 ⊕ CIRCLED PLUS and U+2A01 ⨁ N-ARY CIRCLED PLUS OPERATOR, podem ser considerados como alternativas.

## Exemplos

Roda Solar
Símbolo astronômico da terra
Cruz do sol quebrada ou "círculo suástica" (cf. suástica)
Cruz do Sol Caddo
Cruz do sol de Ashur
Cruz do sol de Ashur e lua crescente de Nanna
Clã Shimazu
Antiga bandeira de Daejeon, Coreia do Sul (1972-1995) contém uma pequena cruz verde do sol no centro
Emblema de Nasjonal Samling
Bandeira de Hirden
Emblema da Atchison, Topeka and Santa Fe Railway
A cruz celta da roda não é um símbolo do sol, embora superficialmente semelhante